# Listen Up! (Haley Reinhart)
Listen Up! è il primo album discografico in studio della cantante statunitense Haley Reinhart, finalista della decima edizione di American Idol. Il disco è uscito nel 2012.

## Tracce
1. Oh My! (featuring B.o.B) – 2:49 (Haley Reinhart, Rob Kleiner, MoZella, Bobby Ray Simmons Jr.)
2. Free – 4:14 (busbee, Lucie Silvas)
3. Liar – 3:24 (Reinhart, Kleiner, Sam Watters)
4. Wasted Tears – 3:15 (Reinhart, busbee, Jonathan Green)
5. Undone – 3:49 (Reinhart, MoZella, Rune Westberg)
6. Now That You're Here – 3:19 (Reinhart, Watters, Chris DeStefano)
7. Wonderland – 3:40 (Reinhart, Chris Seefried)
8. Keep Coming Back – 4:01 (Reinhart, Kleiner, Steve McEwan)
9. Hit the Ground Runnin' – 3:43 (Reinhart, Mike Elizondo, Aimée Proal, Trevor Lawrence)
10. Walking on Heaven – 3:24 (Reinhart, Proal, Elizondo, Lawrence)

## Classifiche
| Classifica (2012)           | Posizione raggiunta |
| --------------------------- | ------------------- |
| Stati Uniti (Billboard 200) | 17                  |